# Tirreno-Adriatico 2013
La 48e édition de Tirreno-Adriatico a eu lieu du 6 au 12 mars 2013. Il s'agit de la 3e épreuve de l'UCI World Tour 2013.
L'épreuve est remporté par l'Italien Vincenzo Nibali (Astana) devant le Britannique Christopher Froome (Sky), vainqueur de la 4e étape, et l'Espagnol Alberto Contador (Saxo-Tinkoff).
Ce dernier remporte également le classement par points tandis que l'Italien Damiano Cunego (Lampre-Merida) s'empare de celui de la montagne. Le Polonais Michał Kwiatkowski (Omega Pharma-Quick Step), qui finit au pied du podium du classement général, termine meilleur jeune alors que la formation espagnol Movistar s'adjuge le classement par équipes.

## Présentation

### Parcours
Après un contre-la-montre par équipes de 16,9 km et 2 étapes de plaine, les favoris s'expliqueront avec 2 étapes de moyenne montagne (dont une arrivée au sommet), une étape pour puncheurs et un contre-la-montre individuel de 9,3 km,.

### Équipes
L'organisateur RCS Sport a communiqué la liste des équipes invitées le 8 janvier 2013. 22 équipes participent à ce Tirreno-Adriatico - 19 ProTeams et 3 équipes continentales professionnelles :
| Nom de l'équipe         | Pays        | Code |
| ----------------------- | ----------- | ---- |
| AG2R La Mondiale        | France      | ALM  |
| Argos-Shimano           | Pays-Bas    | ARG  |
| Astana                  | Kazakhstan  | AST  |
| Blanco                  | Pays-Bas    | BLA  |
| BMC Racing              | États-Unis  | BMC  |
| Cannondale              | Italie      | CAN  |
| Euskaltel Euskadi       | Espagne     | EUS  |
| FDJ                     | France      | FDJ  |
| Garmin-Sharp            | États-Unis  | GRS  |
| Katusha                 | Russie      | KAT  |
| Lampre-Merida           | Italie      | LAM  |
| Lotto-Belisol           | Belgique    | LTB  |
| Movistar                | Espagne     | MOV  |
| Omega Pharma-Quick Step | Belgique    | OPQ  |
| Orica-GreenEDGE         | Australie   | OGE  |
| RadioShack-Leopard      | Luxembourg  | RLT  |
| Saxo-Tinkoff            | Danemark    | TST  |
| Sky                     | Royaume-Uni | SKY  |
| Vacansoleil-DCM         | Pays-Bas    | VCD  |

| Nom de l'équipe           | Pays           | Code |
| ------------------------- | -------------- | ---- |
| MTN-Qhubeka               | Afrique du Sud | MTN  |
| NetApp-Endura             | Allemagne      | TNE  |
| Vini Fantini-Selle Italia | Italie         | VIN  |

### Favoris
Le tenant du titre, l'Italien Vincenzo Nibali (Astana) est un des nombreux favoris à sa succession. Il devra faire face à beaucoup de prétendants comme le Britannique Christopher Froome (Sky), les Espagnols Alberto Contador (Saxo-Tinkoff) et Joaquim Rodríguez (Katusha) ou l'Australien Cadel Evans (BMC Racing) vainqueur en 2011.
D'autres coureurs seront présent également afin de se préparer Milan-San Remo comme le Suisse Fabian Cancellara (RadioShack-Leopard) ainsi que du duo de l'équipe Cannondale composé du Slovaque Peter Sagan et de l'Italien Moreno Moser.
Les sprinters seront également de la partie pour le gain des premières étapes de plats comme le Britannique Mark Cavendish (Omega Pharma-Quick Step), l'Américain Tyler Farrar (Garmin-Sharp), l'Allemand André Greipel (Lotto-Belisol) et l'Australien Matthew Goss (Orica-GreenEDGE),.

## Étapes
| Étape     | Date    | Villes étapes                                       |  | Distance (km) | Vainqueur d’étape       | Leader du classement général |
| --------- | ------- | --------------------------------------------------- |  | ------------- | ----------------------- | ---------------------------- |
| 1re étape | 6 mars  | San Vincenzo - Donoratico                           |  | 16,9          | Omega Pharma-Quick Step | Mark Cavendish               |
| 2e étape  | 7 mars  | San Vincenzo - Indicatore                           |  | 232           | Matthew Goss            | Mark Cavendish               |
| 3e étape  | 8 mars  | Indicatore - Narni Scalo                            |  | 190           | Peter Sagan             | Mark Cavendish               |
| 4e étape  | 9 mars  | Narni - Prati di Tivo                               |  | 173           | Christopher Froome      | Michał Kwiatkowski           |
| 5e étape  | 10 mars | Ortona - Chieti                                     |  | 230           | Joaquim Rodríguez       | Christopher Froome           |
| 6e étape  | 11 mars | Porto Sant'Elpidio - Porto Sant'Elpidio             |  | 209           | Peter Sagan             | Vincenzo Nibali              |
| 7e étape  | 12 mars | San Benedetto del Tronto - San Benedetto del Tronto |  | 9,2           | Tony Martin             | Vincenzo Nibali              |

## Déroulement de la course

### 1reétape
Sous une pluie battante, la formation belge Omega Pharma-Quick Step, emmenée par Tony Martin et leur leader Mark Cavendish, a devancé l'équipe espagnol Movistar de 11 s et les américains de la formation BMC Racing de Cadel Evans, de 16 s. Ce dernier a réalisé une bonne opération puisqu’en effet il a pris quelques secondes aux autres favoris : 5 s à Vincenzo Nibali (Astana), 9 s à Christopher Froome, septième avec sa formation Sky, et 13 s sur Alberto Contador, son équipe la Saxo-Tinkoff n'ayant terminée que huitième. Joaquim Rodríguez, leader de la formation russe Katusha, est encore plus loin, à 28 s. La formation RadioShack-Leopard de Fabian Cancellara et d'Andy Schleck a, elle, connu une désillusion en terminant à 36 s des vainqueurs du jour.
|    | Équipe                  | Pays        |    | Temps       |
| -- | ----------------------- | ----------- | -- | ----------- |
| 1  | Omega Pharma-Quick Step | Belgique    | en | 19 min 24 s |
| 2  | Movistar                | Espagne     | +  | 11 s        |
| 3  | BMC Racing              | États-Unis  |    | 16 s        |
| 4  | Cannondale              | Italie      |    | 19 s        |
| 5  | Astana                  | Kazakhstan  |    | 20 s        |
| 6  | Orica-GreenEDGE         | Australie   |    | 24 s        |
| 7  | Sky                     | Royaume-Uni |    | 25 s        |
| 8  | Saxo-Tinkoff            | Danemark    |    | 32 s        |
| 9  | Lampre-Merida           | Italie      |    | 35 s        |
| 10 | RadioShack-Leopard      | Luxembourg  |    | 36 s        |

|    | Coureur              | Équipe                  |    | Temps       |
| -- | -------------------- | ----------------------- | -- | ----------- |
| 1  | Mark Cavendish       | Omega Pharma-Quick Step | en | 19 min 24 s |
| 2  | Tony Martin          | Omega Pharma-Quick Step | +  | 0 s         |
| 3  | Michał Kwiatkowski   | Omega Pharma-Quick Step |    | 0 s         |
| 4  | Zdeněk Štybar        | Omega Pharma-Quick Step |    | 0 s         |
| 5  | Niki Terpstra        | Omega Pharma-Quick Step |    | 0 s         |
| 6  | Giovanni Visconti    | Movistar                |    | 11 s        |
| 7  | Beñat Intxausti      | Movistar                |    | 11 s        |
| 8  | Andrey Amador        | Movistar                |    | 11 s        |
| 9  | Jonathan Castroviejo | Movistar                |    | 11 s        |
| 10 | Eros Capecchi        | Movistar                |    | 11 s        |

### 2eétape
|    | Coureur           | Équipe                  |    | Temps           |
| -- | ----------------- | ----------------------- | -- | --------------- |
| 1  | Matthew Goss      | Orica-GreenEDGE         | en | 5 h 48 min 41 s |
| 2  | Manuel Belletti   | AG2R La Mondiale        | +  | m.t             |
| 3  | Gerald Ciolek     | MTN-Qhubeka             |    | m.t             |
| 4  | Roberto Ferrari   | Lampre-Merida           |    | m.t             |
| 5  | Mark Cavendish    | Omega Pharma-Quick Step |    | m.t             |
| 6  | Arnaud Démare     | FDJ                     |    | m.t             |
| 7  | André Greipel     | Lotto-Belisol           |    | m.t             |
| 8  | Kristian Sbaragli | MTN-Qhubeka             |    | m.t             |
| 9  | Peter Sagan       | Cannondale              |    | m.t             |
| 10 | Davide Appollonio | AG2R La Mondiale        |    | m.t             |

|    | Coureur            | Équipe                  |    | Temps           |
| -- | ------------------ | ----------------------- | -- | --------------- |
| 1  | Mark Cavendish     | Omega Pharma-Quick Step | en | 6 h 08 min 02 s |
| 2  | Michał Kwiatkowski | Omega Pharma-Quick Step | +  | 2 s             |
| 3  | Niki Terpstra      | Omega Pharma-Quick Step |    | 3 s             |
| 4  | Tony Martin        | Omega Pharma-Quick Step |    | 3 s             |
| 5  | Zdeněk Štybar      | Omega Pharma-Quick Step |    | 3 s             |
| 6  | Giovanni Visconti  | Movistar                |    | 14 s            |
| 7  | Alex Dowsett       | Movistar                |    | 14 s            |
| 8  | Beñat Intxausti    | Movistar                |    | 14 s            |
| 9  | Juan José Cobo     | Movistar                |    | 14 s            |
| 10 | Andrey Amador      | Movistar                |    | 14 s            |

### 3eétape
|    | Coureur         | Équipe                  |    | Temps           |
| -- | --------------- | ----------------------- | -- | --------------- |
| 1  | Peter Sagan     | Cannondale              | en | 5 h 15 min 12 s |
| 2  | Mark Cavendish  | Omega Pharma-Quick Step | +  | m.t             |
| 3  | André Greipel   | Lotto-Belisol           |    | m.t             |
| 4  | Gerald Ciolek   | MTN-Qhubeka             |    | m.t             |
| 5  | Matthew Goss    | Orica-GreenEDGE         |    | m.t             |
| 6  | Davide Cimolai  | Lampre-Merida           |    | m.t             |
| 7  | Tyler Farrar    | Garmin-Sharp            |    | m.t             |
| 8  | Thor Hushovd    | BMC Racing              |    | m.t             |
| 9  | Manuel Belletti | AG2R La Mondiale        |    | m.t             |
| 10 | Simon Geschke   | Argos-Shimano           |    | m.t             |

|    | Coureur            | Équipe                  |    | Temps            |
| -- | ------------------ | ----------------------- | -- | ---------------- |
| 1  | Mark Cavendish     | Omega Pharma-Quick Step | en | 11 h 23 min 08 s |
| 2  | Michał Kwiatkowski | Omega Pharma-Quick Step | +  | 7 s              |
| 3  | Niki Terpstra      | Omega Pharma-Quick Step |    | 9 s              |
| 4  | Tony Martin        | Omega Pharma-Quick Step |    | 9 s              |
| 5  | Zdeněk Štybar      | Omega Pharma-Quick Step |    | 9 s              |
| 6  | Peter Sagan        | Cannondale              |    | 18 s             |
| 7  | Alex Dowsett       | Movistar                |    | 20 s             |
| 8  | Giovanni Visconti  | Movistar                |    | 20 s             |
| 9  | Beñat Intxausti    | Movistar                |    | 20 s             |
| 10 | Juan José Cobo     | Movistar                |    | 20 s             |

### 4eétape
|    | Coureur            | Équipe                    |    | Temps           |
| -- | ------------------ | ------------------------- | -- | --------------- |
| 1  | Christopher Froome | Sky                       | en | 4 h 41 min 31 s |
| 2  | Mauro Santambrogio | Vini Fantini-Selle Italia | +  | 6 s             |
| 3  | Vincenzo Nibali    | Astana                    |    | 11 s            |
| 4  | Michał Kwiatkowski | Omega Pharma-Quick Step   |    | 13 s            |
| 5  | Christopher Horner | RadioShack-Leopard        |    | 15 s            |
| 6  | Alberto Contador   | Saxo-Tinkoff              |    | 15 s            |
| 7  | Rigoberto Urán     | Sky                       |    | 20 s            |
| 8  | Wout Poels         | Vacansoleil-DCM           |    | 43 s            |
| 9  | Joaquim Rodríguez  | Katusha                   |    | 43 s            |
| 10 | Roman Kreuziger    | Saxo-Tinkoff              |    | 58 s            |

|    | Coureur              | Équipe                    |    | Temps            |
| -- | -------------------- | ------------------------- | -- | ---------------- |
| 1  | Michał Kwiatkowski   | Omega Pharma-Quick Step   | en | 16 h 04 min 59 s |
| 2  | Christopher Froome   | Sky                       | +  | 4 s              |
| 3  | Vincenzo Nibali      | Astana                    |    | 16 s             |
| 4  | Alberto Contador     | Saxo-Tinkoff              |    | 30 s             |
| 5  | Rigoberto Urán       | Sky                       |    | 33 s             |
| 6  | Christopher Horner   | RadioShack-Leopard        |    | 40 s             |
| 7  | Mauro Santambrogio   | Vini Fantini-Selle Italia |    | 40 s             |
| 8  | Jonathan Castroviejo | Movistar                  |    | 1 min 04 s       |
| 9  | Roman Kreuziger      | Saxo-Tinkoff              |    | 1 min 16 s       |
| 10 | Joaquim Rodríguez    | Katusha                   |    | 1 min 16 s       |

### 5eétape
|    | Coureur            | Équipe                    |    | Temps           |
| -- | ------------------ | ------------------------- | -- | --------------- |
| 1  | Joaquim Rodríguez  | Katusha                   | en | 6 h 06 min 43 s |
| 2  | Bauke Mollema      | Blanco                    | +  | 8 s             |
| 3  | Alberto Contador   | Saxo-Tinkoff              |    | 8 s             |
| 4  | Mauro Santambrogio | Vini Fantini-Selle Italia |    | 8 s             |
| 5  | Christopher Horner | RadioShack-Leopard        |    | 8 s             |
| 6  | Christopher Froome | Sky                       |    | 8 s             |
| 7  | Vincenzo Nibali    | Astana                    |    | 17 s            |
| 8  | Przemysław Niemiec | Lampre-Merida             |    | 22 s            |
| 9  | Roman Kreuziger    | Saxo-Tinkoff              |    | 22 s            |
| 10 | Daniel Martin      | Garmin-Sharp              |    | 28 s            |

|    | Coureur            | Équipe                    |    | Temps            |
| -- | ------------------ | ------------------------- | -- | ---------------- |
| 1  | Christopher Froome | Sky                       | en | 22 h 11 min 53 s |
| 2  | Alberto Contador   | Saxo-Tinkoff              | +  | 20 s             |
| 3  | Vincenzo Nibali    | Astana                    |    | 20 s             |
| 4  | Michał Kwiatkowski | Omega Pharma-Quick Step   |    | 24 s             |
| 5  | Christopher Horner | RadioShack-Leopard        |    | 37 s             |
| 6  | Mauro Santambrogio | Vini Fantini-Selle Italia |    | 52 s             |
| 7  | Joaquim Rodríguez  | Katusha                   |    | 55 s             |
| 8  | Rigoberto Urán     | Sky                       |    | 57 s             |
| 9  | Roman Kreuziger    | Saxo-Tinkoff              |    | 1 min 27 s       |
| 10 | Sergio Henao       | Sky                       |    | 1 min 51 s       |

### 6eétape
|    | Coureur            | Équipe                    |    | Temps           |
| -- | ------------------ | ------------------------- | -- | --------------- |
| 1  | Peter Sagan        | Cannondale                | en | 5 h 46 min 17 s |
| 2  | Vincenzo Nibali    | Astana                    | +  | 2 s             |
| 3  | Joaquim Rodríguez  | Katusha                   |    | 2 s             |
| 4  | Mauro Santambrogio | Vini Fantini-Selle Italia |    | 44 s            |
| 5  | Samuel Sánchez     | Euskaltel Euskadi         |    | 44 s            |
| 6  | Christopher Horner | RadioShack-Leopard        |    | 44 s            |
| 7  | Alberto Contador   | Saxo-Tinkoff              |    | 44 s            |
| 8  | Jürgen Roelandts   | Lotto-Belisol             |    | 50 s            |
| 9  | Thor Hushovd       | BMC Racing                |    | 50 s            |
| 10 | Simon Geschke      | Argos-Shimano             |    | 50 s            |

|    | Coureur            | Équipe                    |    | Temps            |
| -- | ------------------ | ------------------------- | -- | ---------------- |
| 1  | Vincenzo Nibali    | Astana                    | en | 27 h 57 min 26 s |
| 2  | Christopher Froome | Sky                       | +  | 34 s             |
| 3  | Joaquim Rodríguez  | Katusha                   |    | 37 s             |
| 4  | Alberto Contador   | Saxo-Tinkoff              |    | 48 s             |
| 5  | Michał Kwiatkowski | Omega Pharma-Quick Step   |    | 58 s             |
| 6  | Christopher Horner | RadioShack-Leopard        |    | 1 min 05 s       |
| 7  | Mauro Santambrogio | Vini Fantini-Selle Italia |    | 1 min 20 s       |
| 8  | Przemysław Niemiec | Lampre-Merida             |    | 2 min 54 s       |
| 9  | Andrey Amador      | Movistar                  |    | 2 min 58 s       |
| 10 | Wout Poels         | Vacansoleil-DCM           |    | 3 min 08 s       |

### 7eétape
|    | Coureur              | Équipe                  |    | Temps       |
| -- | -------------------- | ----------------------- | -- | ----------- |
| 1  | Tony Martin          | Omega Pharma-Quick Step | en | 10 min 25 s |
| 2  | Adriano Malori       | Lampre-Merida           | +  | 6 s         |
| 3  | Andrey Amador        | Movistar                |    | 10 s        |
| 4  | Fabian Cancellara    | RadioShack-Leopard      |    | 12 s        |
| 5  | Jonathan Castroviejo | Movistar                |    | 14 s        |
| 6  | Christopher Froome   | Sky                     |    | 15 s        |
| 7  | Hayden Roulston      | RadioShack-Leopard      |    | 20 s        |
| 8  | Michał Kwiatkowski   | Omega Pharma-Quick Step |    | 21 s        |
| 9  | Dario Cataldo        | Sky                     |    | 23 s        |
| 10 | Alex Dowsett         | Movistar                |    | 23 s        |

|    | Coureur            | Équipe                    |    | Temps            |
| -- | ------------------ | ------------------------- | -- | ---------------- |
| 1  | Vincenzo Nibali    | Astana                    | en | 28 h 08 min 17 s |
| 2  | Christopher Froome | Sky                       | +  | 23 s             |
| 3  | Alberto Contador   | Saxo-Tinkoff              |    | 52 s             |
| 4  | Michał Kwiatkowski | Omega Pharma-Quick Step   |    | 53 s             |
| 5  | Joaquim Rodríguez  | Katusha                   |    | 54 s             |
| 6  | Christopher Horner | RadioShack-Leopard        |    | 1 min 21 s       |
| 7  | Mauro Santambrogio | Vini Fantini-Selle Italia |    | 2 min 02 s       |
| 8  | Andrey Amador      | Movistar                  |    | 2 min 42 s       |
| 9  | Przemysław Niemiec | Lampre-Merida             |    | 3 min 19 s       |
| 10 | Wout Poels         | Vacansoleil-DCM           |    | 3 min 35 s       |

## Classements finals

### Classement général
|    | Cycliste           | Pays        | Équipe                    |    | Temps            |
| -- | ------------------ | ----------- | ------------------------- | -- | ---------------- |
| 1  | Vincenzo Nibali    | Italie      | Astana                    | en | 28 h 08 min 17 s |
| 2  | Christopher Froome | Royaume-Uni | Sky                       | +  | 23 s             |
| 3  | Alberto Contador   | Espagne     | Saxo-Tinkoff              |    | 52 s             |
| 4  | Michał Kwiatkowski | Pologne     | Omega Pharma-Quick Step   |    | 53 s             |
| 5  | Joaquim Rodríguez  | Espagne     | Katusha                   |    | 54 s             |
| 6  | Christopher Horner | États-Unis  | RadioShack-Leopard        |    | 1 min 21 s       |
| 7  | Mauro Santambrogio | Italie      | Vini Fantini-Selle Italia |    | 2 min 02 s       |
| 8  | Andrey Amador      | Costa Rica  | Movistar                  |    | 2 min 42 s       |
| 9  | Przemysław Niemiec | Pologne     | Lampre-Merida             |    | 3 min 19 s       |
| 10 | Wout Poels         | Pays-Bas    | Vacansoleil-DCM           |    | 3 min 35 s       |

### Classements annexes
|   | Cycliste           | Équipe       | Points |
| - | ------------------ | ------------ | ------ |
| 1 | Alberto Contador   | Saxo-Tinkoff | 27     |
| 2 | Peter Sagan        | Cannondale   | 26     |
| 3 | Christopher Froome | Sky          | 25     |

|   | Cycliste         | Équipe            | Points |
| - | ---------------- | ----------------- | ------ |
| 1 | Damiano Cunego   | Lampre-Merida     | 20     |
| 2 | Cesare Benedetti | NetApp-Endura     | 13     |
| 3 | Garikoitz Bravo  | Euskaltel Euskadi | 10     |

|   | Cycliste           | Équipe                  |    | Temps            |
| - | ------------------ | ----------------------- | -- | ---------------- |
| 1 | Michał Kwiatkowski | Omega Pharma-Quick Step | en | 28 h 09 min 10 s |
| 2 | Tom-Jelte Slagter  | Blanco                  | +  | 16 min 34 s      |
| 3 | Arthur Vichot      | FDJ                     |    | 16 min 47 s      |

|   | Équipe   | Pays        |    | Temps            |
| - | -------- | ----------- | -- | ---------------- |
| 1 | Movistar | Espagne     | en | 83 h 57 min 42 s |
| 2 | Sky      | Royaume-Uni | +  | 2 min 30 s       |
| 3 | Katusha  | Russie      |    | 15 min 40 s      |

### UCI World Tour
Ce Tirreno-Adriatico attribue des points pour l'UCI World Tour 2013, seulement aux coureurs des équipes ayant un label ProTeam.
| Position           | 1er | 2e | 3e | 4e | 5e | 6e | 7e | 8e | 9e | 10e |
| Classement général | 100 | 80 | 70 | 60 | 50 | 40 | 30 | 20 | 10 | 4   |
| Par étape          | 6   | 4  | 2  | 1  | 1  |    |    |    |    |     |

| #  | Coureur            | Équipe                  | Points |
| -- | ------------------ | ----------------------- | ------ |
| 1  | Vincenzo Nibali    | Astana                  | 106    |
| 2  | Christopher Froome | Sky                     | 86     |
| 3  | Alberto Contador   | Saxo-Tinkoff            | 72     |
| 4  | Michał Kwiatkowski | Omega Pharma-Quick Step | 61     |
| 5  | Joaquim Rodríguez  | Katusha                 | 58     |
| 6  | Christopher Horner | RadioShack-Leopard      | 42     |
| 7  | Andrey Amador      | Movistar                | 22     |
| 8  | Peter Sagan        | Cannondale              | 12     |
| 9  | Przemysław Niemiec | Lampre-Merida           | 10     |
| 10 | Matthew Goss       | Orica-GreenEDGE         | 7      |

| Suite du classement (11-21) | Suite du classement (11-21) | Suite du classement (11-21) | Suite du classement (11-21) |
| --------------------------- | --------------------------- | --------------------------- | --------------------------- |
| 11                          | Tony Martin                 | Omega Pharma-Quick Step     | 6                           |
| 12                          | Mark Cavendish              | Omega Pharma-Quick Step     | 5                           |
| 13                          | Manuel Belletti             | AG2R La Mondiale            | 4                           |
| 13                          | Adriano Malori              | Lampre-Merida               | 4                           |
| 13                          | Bauke Mollema               | Blanco                      | 4                           |
| 13                          | Wout Poels                  | Vacansoleil-DCM             | 4                           |
| 17                          | André Greipel               | Lotto-Belisol               | 2                           |
| 18                          | Fabian Cancellara           | RadioShack-Leopard          | 1                           |
| 18                          | Jonathan Castroviejo        | Movistar                    | 1                           |
| 18                          | Roberto Ferrari             | Lampre-Merida               | 1                           |
| 18                          | Samuel Sánchez              | Euskaltel Euskadi           | 1                           |

## Évolution des classements
| Étape              | Vainqueur               | Classement général | Classement par points | Classement de la montagne | Classement du meilleur jeune | Classement par équipes  |
| ------------------ | ----------------------- | ------------------ | --------------------- | ------------------------- | ---------------------------- | ----------------------- |
| 1                  | Omega Pharma-Quick Step | Mark Cavendish     | Non décerné           | Non décerné               | Michał Kwiatkowski           | Omega Pharma-Quick Step |
| 2                  | Matthew Goss            | Mark Cavendish     | Matthew Goss          | Garikoitz Bravo           | Michał Kwiatkowski           | Omega Pharma-Quick Step |
| 3                  | Peter Sagan             | Mark Cavendish     | Mark Cavendish        | Cesare Benedetti          | Michał Kwiatkowski           | Omega Pharma-Quick Step |
| 4                  | Christopher Froome      | Michał Kwiatkowski | Mark Cavendish        | Francesco Failli          | Michał Kwiatkowski           | Sky                     |
| 5                  | Joaquim Rodríguez       | Christopher Froome | Alberto Contador      | Cesare Benedetti          | Michał Kwiatkowski           | Sky                     |
| 6                  | Peter Sagan             | Vincenzo Nibali    | Alberto Contador      | Damiano Cunego            | Michał Kwiatkowski           | Movistar                |
| 7                  | Tony Martin             | Vincenzo Nibali    | Alberto Contador      | Damiano Cunego            | Michał Kwiatkowski           | Movistar                |
| Classements finals | Classements finals      | Vincenzo Nibali    | Alberto Contador      | Damiano Cunego            | Michał Kwiatkowski           | Movistar                |

## Liste des participants
- Liste de départ complète

| Légende | Légende                                                                                                  | Légende | Légende                                                                                         |
| ------- | --- | ------- | ----------------------------------------------------------------------------------------------- |
| Num     | Dossard de départ porté par le coureur sur ce Tirreno-Adriatico                                          | Pos     | Position finale au classement général                                                           |
|         | Indique le vainqueur du classement général                                                               |         | Indique le vainqueur du classement de la montagne                                               |
|         | Indique le vainqueur du classement des sprints                                                           |         | Indique le vainqueur du classement du meilleur jeune                                            |
|         | Indique un maillot de champion national ou mondial, suivi de sa spécialité                               | #       | Indique la meilleure équipe                                                                     |
| NP      | Indique un coureur qui n'a pas pris le départ d'une étape, suivi du numéro de l'étape où il s'est retiré | AB      | Indique un coureur qui n'a pas terminé une étape, suivi du numéro de l'étape où il s'est retiré |
| HD      | Indique un coureur qui a terminé une étape hors des délais, suivi du numéro de l'étape                   | *       | Indique un coureur en lice pour le maillot blanc (coureurs nés après le 1er janvier 1988)       |

| Astana AST | Astana AST                  | Astana AST |
| ---------- | --------------------------- | ---------- |
| Num        | Coureur                     | Pos        |
| 1          | Vincenzo Nibali (ITA)       | 1er        |
| 2          | Valerio Agnoli (ITA)*       | AB-6       |
| 3          | Janez Brajkovič (SLO)       | 50e        |
| 4          | Dmitriy Gruzdev (KAZ) (Clm) | NP-6       |
| 5          | Fredrik Kessiakoff (SWE)    | AB-6       |
| 6          | Dmitriy Muravyev (KAZ)      | AB-6       |
| 7          | Paolo Tiralongo (ITA)       | AB-6       |
| 8          | Alessandro Vanotti (ITA)    | 70e        |

| AG2R La Mondiale ALM | AG2R La Mondiale ALM     | AG2R La Mondiale ALM |
| -------------------- | ------------------------ | -------------------- |
| Num                  | Coureur                  | Pos                  |
| 11                   | Rinaldo Nocentini (ITA)  | 36e                  |
| 12                   | Davide Appollonio (ITA)  | 104e                 |
| 13                   | Manuel Belletti (ITA)    | 98e                  |
| 14                   | Steve Chainel (FRA)      | AB-6                 |
| 15                   | Ben Gastauer (LUX)       | 68e                  |
| 17                   | Matteo Montaguti (ITA)*  | 31e                  |
| 18                   | Domenico Pozzovivo (ITA) | 11e                  |

| Blanco BLA | Blanco BLA                 | Blanco BLA |
| ---------- | -------------------------- | ---------- |
| Num        | Coureur                    | Pos        |
| 21         | Lars Boom (NED)            | 85e        |
| 22         | Tom-Jelte Slagter (NED)    | 27e        |
| 23         | Paul Martens (GER)         | 75e        |
| 24         | Bauke Mollema (NED)        | 21e        |
| 25         | Lars Petter Nordhaug (NOR) | 88e        |
| 26         | Bram Tankink (NED)         | NP-3       |
| 27         | Sep Vanmarcke (BEL)        | AB-5       |
| 28         | Maarten Wynants (BEL)      | 101e       |

| BMC Racing BMC | BMC Racing BMC          | BMC Racing BMC |
| -------------- | ----------------------- | -------------- |
| Num            | Coureur                 | Pos            |
| 31             | Cadel Evans (AUS)       | 22e            |
| 32             | Thor Hushovd (NOR)      | 62e            |
| 33             | Klaas Lodewyck (BEL)    | 97e            |
| 34             | Taylor Phinney (USA)    | HD-6           |
| 35             | Steve Cummings (GBR)    | AB-6           |
| 36             | Manuel Quinziato (ITA)  | 90e            |
| 37             | Michael Schär (SUI)     | 48e            |
| 38             | Greg Van Avermaet (BEL) | 49e            |

| Cannondale CAN | Cannondale CAN             | Cannondale CAN |
| -------------- | -------------------------- | -------------- |
| Num            | Coureur                    | Pos            |
| 41             | Peter Sagan (SVK)* (Route) | 33e            |
| 42             | Moreno Moser (ITA)*        | 40e            |
| 43             | Damiano Caruso (ITA)       | 19e            |
| 44             | Maciej Bodnar (POL) (Clm)  | 86e            |
| 45             | Tiziano Dall'Antonia (ITA) | AB-6           |
| 46             | Kristjan Koren (SLO)       | 54e            |
| 47             | Alan Marangoni (ITA)       | 96e            |
| 48             | Fabio Sabatini (ITA)       | 89e            |

| Euskaltel Euskadi EUS | Euskaltel Euskadi EUS          | Euskaltel Euskadi EUS |
| --------------------- | ------------------------------ | --------------------- |
| Num                   | Coureur                        | Pos                   |
| 51                    | Samuel Sánchez (ESP)           | 18e                   |
| 52                    | Jorge Azanza (ESP)             | 42e                   |
| 53                    | Garikoitz Bravo (ESP)          | 103e                  |
| 54                    | Ricardo García Ambroa (ESP)    | AB-6                  |
| 55                    | Egoi Martínez (ESP)            | 30e                   |
| 56                    | Miguel Mínguez (ESP)           | 69e                   |
| 57                    | Ioánnis Tamourídis (GRE) (Clm) | 92e                   |
| 58                    | Robert Vrečer (SLO) (Clm)      | AB-6                  |

| FDJ | FDJ                  | FDJ  |
| --- | -------------------- | ---- |
| Num | Coureur              | Pos  |
| 61  | Sandy Casar (FRA)    | 51e  |
| 62  | Mickaël Delage (FRA) | 95e  |
| 63  | Arnaud Démare (FRA)  | 105e |
| 64  | Murilo Fischer (BRA) | AB-6 |
| 65  | Laurent Mangel (FRA) | AB-6 |
| 66  | Cédric Pineau (FRA)  | 60e  |
| 67  | Anthony Roux (FRA)   | 61e  |
| 68  | Arthur Vichot (FRA)  | 28e  |

| Garmin-Sharp GRS | Garmin-Sharp GRS                 | Garmin-Sharp GRS |
| ---------------- | -------------------------------- | ---------------- |
| Num              | Coureur                          | Pos              |
| 71               | Thomas Dekker (NED)              | AB-6             |
| 72               | Rohan Dennis (AUS)               | 77e              |
| 73               | Tyler Farrar (USA)               | 82e              |
| 74               | Robert Hunter (RSA)              | AB-6             |
| 75               | Daniel Martin (IRL)              | 20e              |
| 76               | Ramūnas Navardauskas (LTU) (Clm) | AB-6             |
| 77               | Nick Nuyens (BEL)                | AB-3             |
| 78               | Sébastien Rosseler (BEL)         | AB-6             |

| Katusha KAT | Katusha KAT                 | Katusha KAT |
| ----------- | --------------------------- | ----------- |
| Num         | Coureur                     | Pos         |
| 81          | Joaquim Rodríguez (ESP)     | 5e          |
| 82          | Vladimir Isaychev (RUS)     | AB-6        |
| 83          | Pavel Brutt (RUS)           | AB-6        |
| 84          | Aliaksandr Kuschynski (BLR) | 87e         |
| 85          | Daniel Moreno (ESP)         | 15e         |
| 86          | Luca Paolini (ITA)          | AB-6        |
| 87          | Maxim Belkov (RUS)          | 59e         |
| 88          | Ángel Vicioso (ESP)         | 52e         |

| Lampre-Merida LAM | Lampre-Merida LAM         | Lampre-Merida LAM |
| ----------------- | ------------------------- | ----------------- |
| Num               | Coureur                   | Pos               |
| 91                | Damiano Cunego (ITA)      | 32e               |
| 92                | Roberto Ferrari (ITA)     | 102e              |
| 93                | Davide Cimolai (ITA)      | 83e               |
| 94                | Simone Stortoni (ITA)     | AB-3              |
| 95                | Przemysław Niemiec (POL)  | 9e                |
| 96                | Adriano Malori (ITA)      | 64e               |
| 97                | Daniele Pietropolli (ITA) | 26e               |
| 98                | Filippo Pozzato (ITA)     | AB-6              |

| Lotto-Belisol LTB | Lotto-Belisol LTB       | Lotto-Belisol LTB |
| ----------------- | ----------------------- | ----------------- |
| Num               | Coureur                 | Pos               |
| 101               | André Greipel (GER)     | 94e               |
| 102               | Vicente Reynés (ESP)    | AB-6              |
| 103               | Adam Hansen (AUS)       | 84e               |
| 104               | Gregory Henderson (NZL) | AB-6              |
| 105               | Olivier Kaisen (BEL)    | AB-5              |
| 106               | Jürgen Roelandts (BEL)  | 65e               |
| 107               | Marcel Sieberg (GER)    | AB-6              |
| 108               | Jelle Vanendert (BEL)   | AB-6              |

| Movistar # MOV | Movistar # MOV                  | Movistar # MOV |
| -------------- | ------------------------------- | -------------- |
| Num            | Coureur                         | Pos            |
| 111            | Andrey Amador (CRC)             | 8e             |
| 112            | Eros Capecchi (ITA)             | AB-6           |
| 113            | Jonathan Castroviejo (ESP)      | 14e            |
| 114            | Juan José Cobo (ESP)            | 17e            |
| 115            | Alex Dowsett (GBR) (Clm)        | 63e            |
| 116            | Beñat Intxausti (ESP)           | 46e            |
| 117            | Giovanni Visconti (ITA)         | 38e            |
| 118            | Francisco Ventoso (ESP) (Route) | 56e            |

| MTN-Qhubeka MTN | MTN-Qhubeka MTN                  | MTN-Qhubeka MTN |
| --------------- | -------------------------------- | --------------- |
| Num             | Coureur                          | Pos             |
| 121             | Gerald Ciolek (GER)              | 74e             |
| 122             | Martin Reimer (GER)              | AB-5            |
| 123             | Ignatas Konovalovas (LTU)        | AB-4            |
| 124             | Kristian Sbaragli (ITA)          | AB-6            |
| 125             | Sergio Pardilla (ESP)            | 37e             |
| 126             | Andreas Stauff (GER)             | AB-6            |
| 127             | Jay Robert Thomson (RSA) (Route) | AB-6            |
| 128             | Jacobus Venter (RSA)             | 81e             |

| Omega Pharma-Quick Step OPQ | Omega Pharma-Quick Step OPQ     | Omega Pharma-Quick Step OPQ |
| --------------------------- | ------------------------------- | --------------------------- |
| Num                         | Coureur                         | Pos                         |
| 131                         | Mark Cavendish (GBR)            | AB-6                        |
| 132                         | Gert Steegmans (BEL)            | AB-5                        |
| 133                         | Michał Kwiatkowski (POL)        | 4e                          |
| 134                         | Guillaume Van Keirsbulck (BEL)* | AB-6                        |
| 135                         | Tony Martin (GER) (Clm) (Clm)   | 29e                         |
| 136                         | Zdeněk Štybar (CZE)             | 44e                         |
| 137                         | Niki Terpstra (NED) (Route)     | AB-6                        |
| 138                         | Martin Velits (SVK)             | 107e                        |

| Orica-GreenEDGE OGE | Orica-GreenEDGE OGE       | Orica-GreenEDGE OGE |
| ------------------- | ------------------------- | ------------------- |
| Num                 | Coureur                   | Pos                 |
| 141                 | Matthew Goss (AUS)        | AB-6                |
| 142                 | Mitchell Docker (AUS)     | AB-6                |
| 143                 | Daryl Impey (RSA) (Clm)   | 66e                 |
| 144                 | Brett Lancaster (AUS)     | AB-6                |
| 145                 | Sebastian Langeveld (NED) | 78e                 |
| 146                 | Jens Mouris (NED)         | 106e                |
| 147                 | Stuart O'Grady (AUS)      | AB-6                |
| 148                 | Svein Tuft (CAN) (Clm)    | NP-6                |

| RadioShack-Leopard RLT | RadioShack-Leopard RLT        | RadioShack-Leopard RLT |
| ---------------------- | ----------------------------- | ---------------------- |
| Num                    | Coureur                       | Pos                    |
| 151                    | Fabian Cancellara (SUI) (Clm) | 71e                    |
| 152                    | Stijn Devolder (BEL)          | 57e                    |
| 153                    | Danilo Hondo (GER)            | 93e                    |
| 154                    | Christopher Horner (USA)      | 6e                     |
| 155                    | Giacomo Nizzolo (ITA)         | AB-6                   |
| 156                    | Yaroslav Popovych (UKR)       | 67e                    |
| 157                    | Andy Schleck (LUX)            | AB-6                   |
| 158                    | Hayden Roulston (NZL) (Route) | 72e                    |

| Sky SKY | Sky SKY                      | Sky SKY |
| ------- | ---------------------------- | ------- |
| Num     | Coureur                      | Pos     |
| 161     | Christopher Froome (GBR)     | 2e      |
| 162     | Dario Cataldo (ITA) (Clm)    | 45e     |
| 163     | Joe Dombrowski (États-Unis)* | AB-6    |
| 164     | Sergio Henao (COL)*          | 12e     |
| 165     | Peter Kennaugh (GBR)*        | AB-6    |
| 166     | Christian Knees (GER)        | AB-6    |
| 167     | Salvatore Puccio (ITA)*      | 73e     |
| 168     | Rigoberto Urán (COL)*        | 25e     |

| Argos-Shimano ARG | Argos-Shimano ARG         | Argos-Shimano ARG |
| ----------------- | ------------------------- | ----------------- |
| Num               | Coureur                   | Pos               |
| 171               | John Degenkolb (GER)      | AB-4              |
| 172               | Koen de Kort (NED)        | AB-6              |
| 173               | Tom Dumoulin (NED)        | 34e               |
| 174               | Johannes Fröhlinger (GER) | 76e               |
| 175               | Simon Geschke (GER)       | 39e               |
| 176               | Ramon Sinkeldam (NED)     | AB-6              |
| 177               | Matthieu Sprick (FRA)     | 91e               |
| 178               | Albert Timmer (NED)       | AB-6              |

| NetApp-Endura TNE | NetApp-Endura TNE      | NetApp-Endura TNE |
| ----------------- | ---------------------- | ----------------- |
| Num               | Coureur                | Pos               |
| 181               | Jan Bárta (CZE) (Clm)  | 58e               |
| 182               | Cesare Benedetti (ITA) | 100e              |
| 183               | Zakkari Dempster (AUS) | AB-6              |
| 184               | David de la Cruz (ESP) | AB-6              |
| 185               | Bartosz Huzarski (POL) | 47e               |
| 186               | Paul Voss (GER)        | 24e               |
| 187               | José Mendes (POR)      | 23e               |
| 188               | Daniel Schorn (AUT)    | AB-6              |

| Saxo-Tinkoff TST | Saxo-Tinkoff TST               | Saxo-Tinkoff TST |
| ---------------- | ------------------------------ | ---------------- |
| Num              | Coureur                        | Pos              |
| 191              | Alberto Contador (ESP)         | 3e               |
| 192              | Daniele Bennati (ITA)          | AB-6             |
| 193              | Jesús Hernández Blázquez (ESP) | 53e              |
| 194              | Manuele Boaro (ITA)            | AB-6             |
| 195              | Matteo Tosatto (ITA)           | 99e              |
| 196              | Michael Rogers (AUS)           | AB-6             |
| 197              | Roman Kreuziger (CZE)          | 13e              |
| 198              | Sérgio Paulinho (POR)          | 80e              |

| Vacansoleil-DCM VCD | Vacansoleil-DCM VCD             | Vacansoleil-DCM VCD |
| ------------------- | ------------------------------- | ------------------- |
| Num                 | Coureur                         | Pos                 |
| 201                 | Wout Poels (NED)                | 10e                 |
| 202                 | Juan Antonio Flecha (ESP)       | 35e                 |
| 203                 | Sergueï Lagoutine (UZB) (Route) | 41e                 |
| 204                 | Marco Marcato (ITA)             | NP-4                |
| 205                 | Tomasz Marczyński (POL)         | AB-6                |
| 206                 | Grega Bole (SLO)                | AB-6                |
| 207                 | Boy van Poppel (NED)*           | AB-6                |
| 208                 | Mirko Selvaggi (ITA)            | 43e                 |

| Vini Fantini-Selle Italia VIN | Vini Fantini-Selle Italia VIN | Vini Fantini-Selle Italia VIN |
| ----------------------------- | ----------------------------- | ----------------------------- |
| Num                           | Coureur                       | Pos                           |
| 211                           | Stefano Garzelli (ITA)        | 79e                           |
| 212                           | Francesco Chicchi (ITA)       | NP-5                          |
| 213                           | Francesco Failli (ITA)        | AB-5                          |
| 214                           | Mauro Finetto (ITA)           | 55e                           |
| 215                           | Oscar Gatto (ITA)             | NP-7                          |
| 216                           | Kevin Hulsmans (BEL)          | AB-6                          |
| 217                           | Matteo Rabottini (ITA)        | 16e                           |
| 218                           | Mauro Santambrogio (ITA)      | 7e                            |